# Вениамин
Вениамин (ивр. בִּנְיָמִין‎, Биньямин) — младший сын библейского патриарха Иакова и его любимой жены — Рахили. Родился по дороге в Вифлеем. Рахиль после родов скончалась. Перед смертью она нарекла сыну имя — Бенони, что значит «сын скорби». Однако Иаков, находя в нём после смерти Рахили главное себе утешение, дал ему другое имя — Вениамин, что значит «сын десницы» или «сын моей старости». Вениамин был единственный родной брат по матери Иосифу, который любил его больше всех своих братьев.

## Характеристика
По своему характеру Вениамин, однако, резко отличался от Иосифа, и Иаков в своём предсмертном благословении характеризовал его как «хищного волка, который утром будет есть добычу, и вечером будет делить добычу» (Быт. 49:27). Последующая история колена Вениамина вполне оправдывает эту характеристику.

## Потомки Вениамина

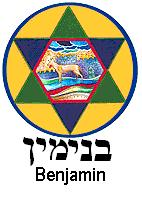
Тотемный символ колена Вениамина — волк

Книга Бытия называет следующих «сынов Вениамина»:

Бела и Бехер и Ашбел; [сыны Белы были:] Гера и Нааман, Эхи и Рош, Муппим и Хуппим и Ард.

Книга Паралипоменон также называет сыновей и внуков Вениамина:

Бела, Бехер и Иедиаил, трое. Сыновья Белы: Ецбон, Уззий, Уззиил, Иеримоф и Ири.

Четвёртая Книга Моисеева — Числа дополняет информацию из других книг.

Сыны Вениамина по поколениям их: от Белы поколение Белино, от Ашбела поколение Ашбелово, от Ахирама поколение Ахирамово, от Шефуфама поколение Шефуфамово, от Хуфама поколение Хуфамово;
и были сыны Белы: Ард и Нааман; [от Арда] поколение Ардово, от Наамана поколение Нааманово;
вот сыны Вениамина по поколениям их; а исчислено их сорок пять тысяч шестьсот.

Заняв небольшую, но центральную площадь в Ханаане (к северу от Иерусалима между уделами Иуды и Ефрема), это колено отличалось чрезвычайно воинственным и мужественным духом. Их пращники вошли в пословицу.
Воинственность развила в них крайнее самомнение, которое однажды привело их к ожесточённой борьбе со всеми остальными коленами, едва не окончившейся полным истреблением колена, восстановленного лишь через похищение девиц оставшимися немногими его членами (Суд. 19).
Из среды Вениамитян вышел второй судья израильский Аод (сын Геры) и первый израильский царь Саул (сын Киса), отличавшийся своим исполинским ростом. По разделении иудейской монархии колено Вениаминово сохранило верность дому Давидову и вошло в состав царства Иудейского, поддерживая его в тяжкие годины его невзгод.
По возвращении из плена вавилонского оно также составляло значительный элемент в возрождённом Иудейском царстве, и из него произошёл Савл, впоследствии апостол Павел.

## Удел Вениамина
Города, входившие в удел Вениамина:
- Гаваон[5], Иерихон[6] и Иерусалим.

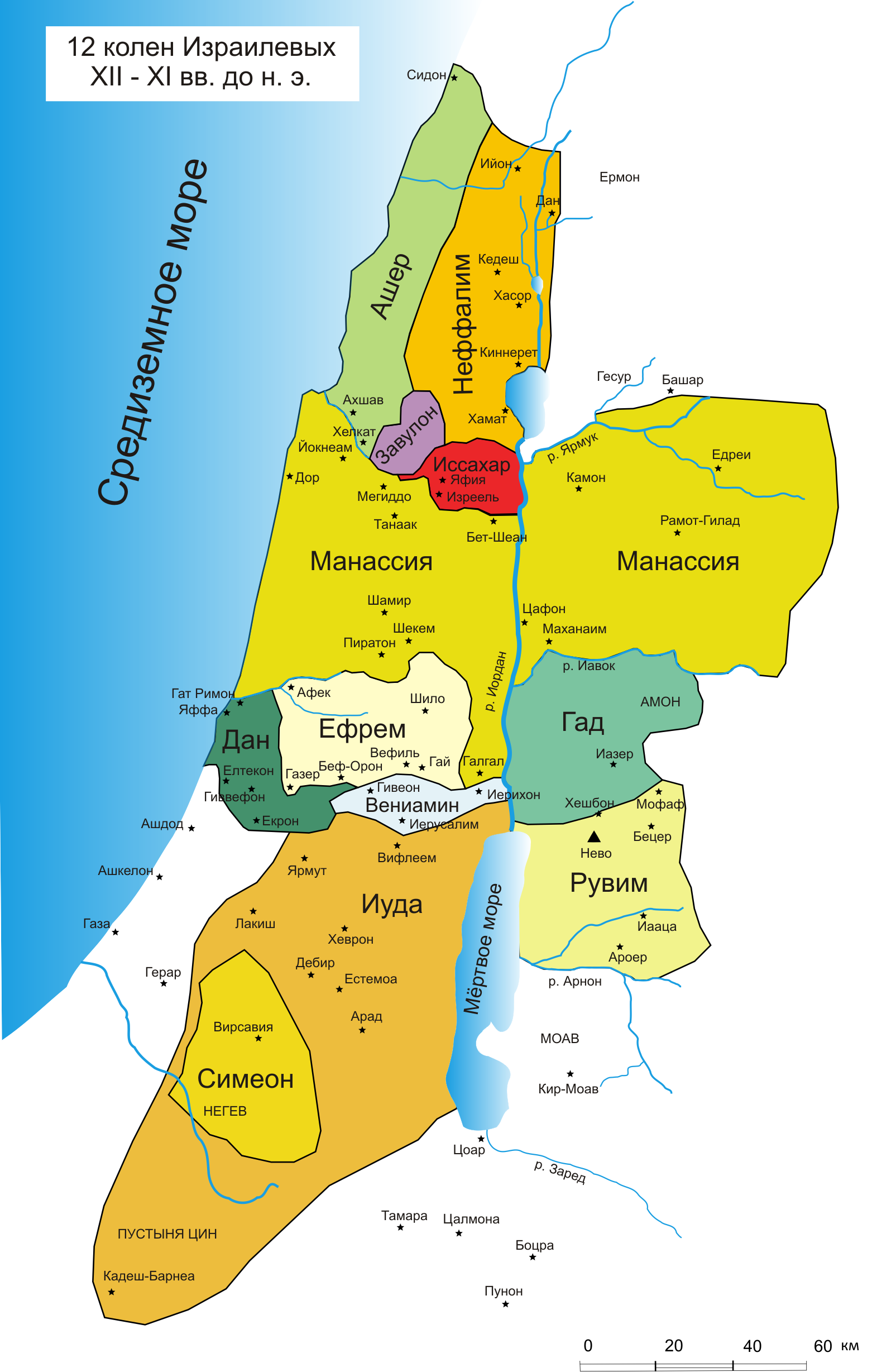
Расселение 12-ти колен израилевых в XII—XI вв. до н. э.

- Гева или Гива — город левитов в колене Вениаминовом (Нав. 18:24; 21:17) близ Рамы (Неем. 7:30; Ис. 10:29) недалеко от северной границы Иудейского царства (4 Цар. 23:8)[7].
- Рама (Нав. 18:25) — город, лежавший близ границ колена Ефремова.
- Цела (Нав. 18:28), где Кис, отец Саула, имел семейную могилу, в которой были погребены Саул и Ионафан (2 Цар. 21:14)[8].
- Бахурим — родина Семея, близ Иерусалима (2 Цар. 3:16; 16:5; 17:18)[9].
- Афни (Нав. 18:24), названный у Иосифа Флавия Гофна, теперь это селение в расстоянии почти 10 км к северу от Иерусалима[10].
- Алмон (Нав. 21:18) или Аллемеф (1 Пар. 6:60) — город священников; теперь это развалины Алмит к северо-востоку от Ана-фофа[11].
- Гиффаим (2 Цар. 4:3; Неем. 11:33)[12].
- Цемараим (Нав. 18:22) — город, а также гора вблизи этого города (2 Пар. 13:4); у этой горы иудейский царь Авия нанес поражение израильскому царю Иеровоаму I. Город упоминается в списке Шешонка (библ. Сусакима); место, где он стоял, находится рядом с Рас-эс-Цемарой, на горе, между Тайибой (2 Пар. 13:19) и Раммуном, примерно в 20 км северо-восточнее Иерусалима[13].
- Галлим (волны, груды камней; 1Цар. 25:44) — город колена Вениаминова к северу от Иерусалима, упоминаемый, как место, откуда происходил Фалтий, которому Саул отдал в замужество свою дочь[14].

## Почитание
В Православной церкви Вениамин почитается в лике праотцов, память совершается в «Неделю праотцев» в  предпоследнее воскресение перед Рождеством Христовым.

## Мавзолей Биньямина

Могила в мавзолее Биньямина

Мавзолей Биньямина находится на перекрёстке Кфар-Сава, на северном окончании кибуца Неве Ямин, наименование которого произошло от названия места захоронения. В древности здесь проходила торговая дорога из Сирии в Египет. У арабов мавзолей называется «Neby Yamin». На северной стороне мавзолея имеется высеченная на камне надпись на арабском языке, восхваляющая Бога. Здесь имеются также два родника. Это место было заселено уже в конце римского и византийского периодов (II—VII вв. н. э.). Находящиеся вблизи гробницы руины, относятся к периоду Мамлюков (XIV век н. э.). На находящемся поблизости постоялом дворе имеются каменные пластины с высеченной датой 1312 год.
Сегодня в мавзолее Биньямина проводят занятия по изучению Торы и молятся представители местной хасидской общины и все желающие. Это место считается священным.